# 艾莉娜·阿維林娜
艾莉娜·阿列克謝耶芙娜·阿維林娜（俄語：Арина Алексеевна Аверина，Arina Alekseyevna Averina，1998年8月13日—），俄羅斯女子韻律體操運動員，她的雙胞胎妹妹迪娜·阿維林娜也是韻律體操運動員。
她曾兩次拿到世界韻律體操錦標賽（2017，2019）個人全能銀牌，兩次歐洲體操錦標賽個人全能金牌。